# Edmond van Saanen Algi

Palatul Telefoanelor

Edmond van Saanen Algi (n. 1882, București, România – d. 1938) a fost un arhitect, pictor și grafician român de origine neerlandeză și italiană, renumit mai cu seamă prin proiectarea Palatului Telefoanelor (împreună cu Louis Weeks și Walter Froy) și a clădirii Academiei de Înalte Studii Comerciale și Industriale (în colaborare cu Grigore Cerchez și Culina Arghir) din București.
Tatăl său, Robert van Saanen, a fost inginer de căi ferate, și a lucrat în România la dezvoltarea rețelei feroviare în anii 1870. Familia sa, originară din Hoorn, Țările de Jos, a avut conexiuni comerciale și in domeniul artelor cu Țara Românească și cu Imperiul Otoman încă din generația precedentă. Mama, Luisa Bruzzesi, a fost fiica unui comerciant italian stabilit la București în 1852. 
Edmund s-a născut la București în noiembrie 1882. După divorțul de Robert van Saanen, care s-a mutat la Galați, mama sa s-a căsătorit cu colonelul Alexandru Algi, iar mai apoi ,a treia oară, cu Constantin Arion, fost ministru de externe și distins intelectual. Din tinerete Edmund van Saanen-Algi s-a bucurat de faima în rândul societătii înalte românești, distingandu-se prin pasiunea si talentul pentru arte și muzică. A studiat la Politehnica din München, iar apoi la Scoala națională superioară de Arte Frumoase din Paris (Beaux-Arts). Atras de viața boemei studențești și artistice, și-a tărăganat studiile vreme de zece ani. În capitala Franței a pictat în anii 1907-1908 mii de desene și schițe reprezentând pe dansatoarele și dansatorii Baletelor Ruse, inclusiv pe Vaslav Nijinski. Mai apoi a vizitat New Yorkul, unde a fost impresionat de peisajul urbanistic, mai ales de „zgârie nori”.
Ca arhitect, Van Saanen-Algia realizat proiecte importante, publice și private, mai ales în București:
- Palatul Academia de Studii Economice, corpul din Piața Romană , a fost edificat în stil neoclasic în anii 1916 - 1925, fiind proiectat în colaborare cu arhitecții Grigore Cerchez și Culina Arghir

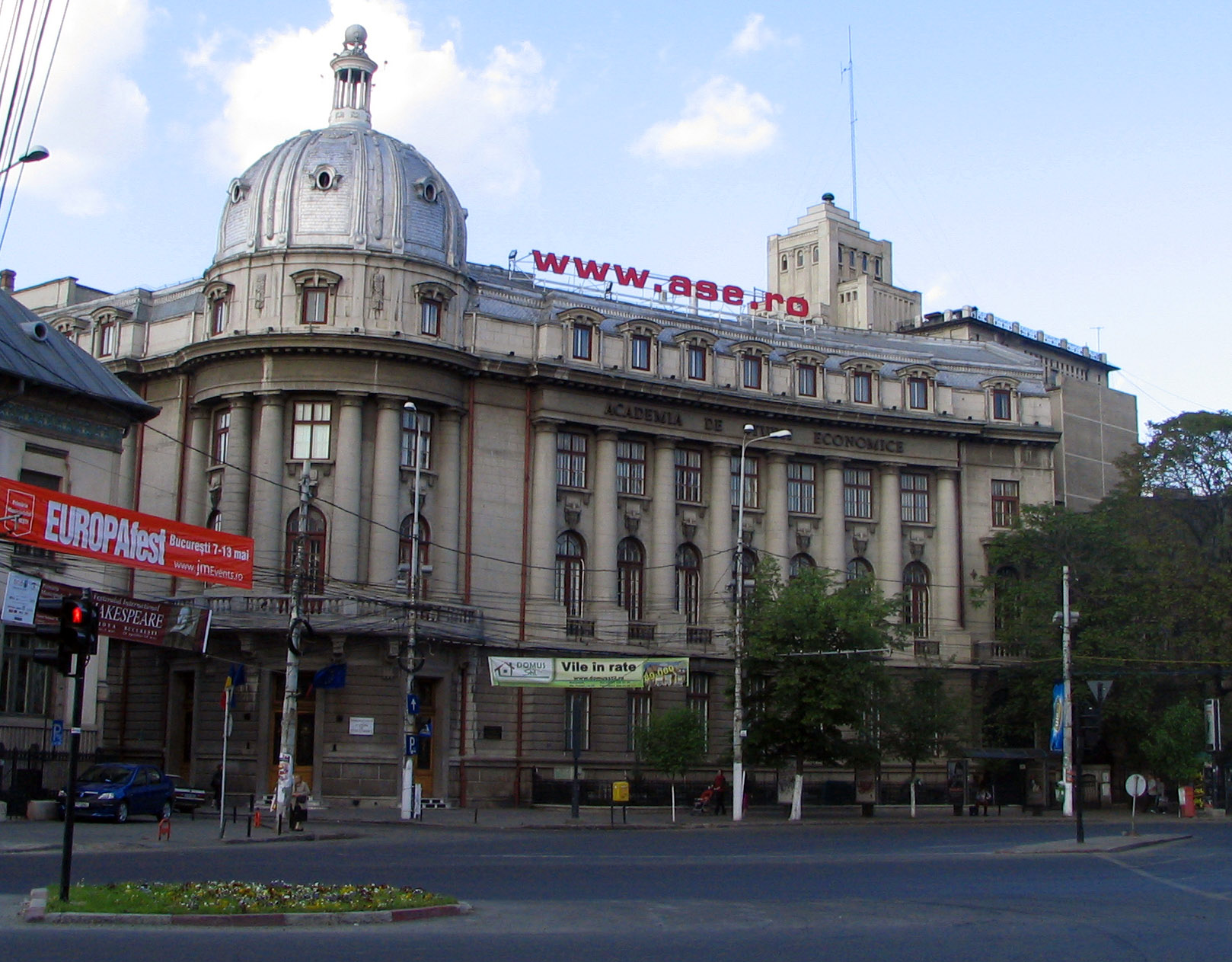
Clădirea principală a ASE din Piața Romană, București.

- Vila lui Istrate Micescu a fost construită lângă Grădina Cișmigiu în stil neoromânesc, astăzi sediul Bibliotecii Centrale Pedagogice
- Palatul Telefoanelor a fost ridicat în mai puțin de 20 de luni (1931 - 1933) în colaborare cu arhitectul american Louis Weeks și inginerul Walter Froy. Palatul Telefoanelor a fost timp de 23 de ani cea mai înaltă clădire din București.

În artă, este cunoscut mai ales prin scenele de dans și portretele făcute unor dansatori celebri ai epocii, precum Vaslav Nijinsky, Isadora Duncan și Anna Pavlova. Publicate la Paris în anul 1920, în albumul intitulat "Croquis", aceste desene au și o importanță istorică, Edmond van Saanen Algi fiind considerat un mare iconograf al dansului modern.
A fost căsătorit cu Aurelia Vasiliu-Bolnavu, fata marelui filantrop Constantin N. Vasiliu Bolnavu.